# Гома
Гома (фр. Ville de Goma) је град на истоку Демократске Републике Конго. Налази се на само један километар од границе Руанде. Главни је град провинције Северни Киву. По подацима из 2004, град има 249.862 становника. 
Петнаестак километара северно од града је велики вулкан Њирагонго, а јужно је Киву. Вулкан Њирагонго је избацио потоке лаве до Гоме 2002. и уништио 40% града. Град се налази у националном парку Вирунга. Има мали аеродром. 
Гома је била велико уточиште Руанђана из племена Хуту током геноцида у Руанди. Створила се велика хунманитарна криза услед великог броја избеглица. Појавила се и колера. Војска Руанде је 1997. и 1998. напала избеглички камп у Гоми, што је довело до хиљада мртвих.

## Становништво
| Година       |
| Становништво |
| ------------ |